# Marco Storari
Marco Storari (Pisa, 1977. január 7. –) olasz labdarúgó.

## Pályafutása

### Messina
Pisában született, és a Perugia-ban, valamint (hat hónap erejéig) a Montevarchi Calcio Aquila 1902-ben vált érett futballistává, első profi mérkőzését az Ancona ellen játszotta az olasz harmadosztályban. Mint később kiderült, a portásnak elengedhetetlen érdemei voltak csapata feljutásában, történt mindez az 1999/2000-es szezonban.
Két szezon után Storari a Napolihoz szerződött, amely már akkor is a másodosztályban volt érdekelt; a kapus játékjogának fele került csak a nápolyiakhoz. 2002 januárjában, kölcsönbe, a Messina csapatához igazolt. 2003 nyarán a messinaiak végleg megszerezték a portás játékengedélyét. A 2003/04-es szezonban a Messina feljutott a Serie A-ba, Storari pedig a gárda alapembere lett.
2004. szeptember 12.-n debütált az első osztályban, méghozzá egy Parma elleni idegenbeli bajnokin, amely 0-0-val végződött. Az ezt követő szezonokban mindig kezdő volt és körülbelül már 80 bajnoki találkozónál tartott akkor.

### AC Milan
2007. január 17-én Storarit az AC Milan szerződtette egyfajta vészkapusként, miután a milánóiaknál Dida és Zeljko Kalac is megsérült; Storari két féléves szerződést kötött a rossonerikkel. A Livorno, a Siena, és az Udinese elleni bajnokikon összesen 7 gólt kapott be. Debütálása a Coppa Italia-ban igen rövidre sikeredett, miután a Milan már január 31-én búcsút mondott a sorozatnak.
2007. július 3-án, jelentések arról szóltak, hogy a Milan egy évre kölcsönadja Storarit a La Liga-ban szereplő Real Betisnek. A két évre szóló üzlet a végéhez közeledett, a játékos, ügynöke társaságában, Sevilla-ba utazott. Ám a kapus mindössze három napot tartózkodott a spanyol városban, a Betis elnöke, Manuel Ruiz de Lopera nem kívánt találkozni a játékossal és Storari végül visszatért Olaszországba, miután az ügyletet nem sikerült véglegesíteni. Augusztus 12-én Storari a szintén spanyol Levante-hoz került két évre kölcsönbe.
Azonban a szerződés mindössze 6 hónapig élt, miután a valenciai egyletet pénzügyi válság sújtotta; 2008. január 5-én, Storari újfent visszatért Olaszországba, ahol a Cagliari-ban folytatta pályafutását. Ám Storari a következőket mondta korábbi klubjáról: „A klub anyagi nehézségekkel küszködött és nem tudott kifizetni… az emberek megbecsültek minket, de fizetés nélkül nehéz helyzetben lettünk volna.”
2008 júliusában Storari a Fiorentinához szerződött kölcsönbe. Firenzében mindössze kétszer lépett pályára; egy kupa mérkőzésen és egy bajnokin. Javarészt Sebastien Frey cseréje volt.
Christian Abbiati sérülése miatt a 2009/10-es évadot Storari a Milan kapujában kezdte. 2009. augusztus 22-én, két évvel és három hónappal utolsó, Milanos, hivatalos mérkőzése után a Siena elleni 2-1-re megnyert bajnokin ő védte a rossonerik kapuját. Októberben Storari szerződést hosszabbított, méghozzá két évvel, de később megsérült és elveszítette helyét a Milan kezdőcsapatában.
Abbiati felépülése miatt Storari újfent feleslegessé vált a Milan-nál és 2010. január 15-én a Sampdoriához került, ahol a sérült Luca Castellazzit helyettesítette. Két nappal később már pályára is lépett a genovaiaknál méghozzá egy Catania elleni bajnokin.